# Isidoro Ibarra
Isidoro Carlos Ibarra (Victoria, 2 de octubre de 1992) es un jugador argentino de hockey sobre césped. Fue parte de la Selección argentina. Se formó en el Club San Fernando con el que fue campeón metropolitano en 2003 y 2006.

## Carrera deportiva
Isidoro Ibarra se formó en las categorías inferiores del Club San Fernando.
- 2012: medalla de oro en el Campeonato Panamericano masculino junior.
- 2015: medalla de oro en los Juegos Panamericanos de 2015.
- 2016: medalla de oro en los Juegos Olímpicos de Río de Janeiro 2016.